# Afnix (linguagem de programação)
Afnix (até 2003: Aleph) é uma linguagem de programação funcional com "multi-thread" que possui vínculos de símbolos dinâmicos que suportam o paradigma orientado a objeto. A linguagem possui um motor em tempo de execução em estado de arte.